# Konvexně-konkávní křivka

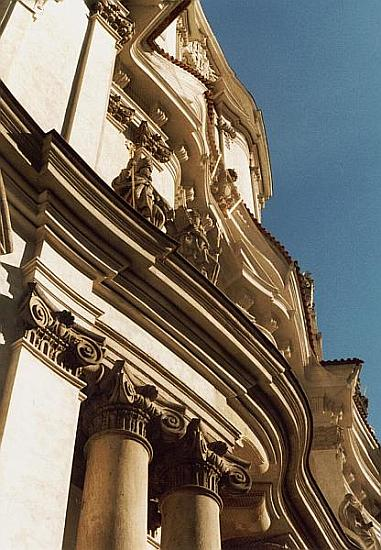
Příklad použití konvexně-konkávní křivky v architektuře – průčelí malostranského kostela svatého Mikuláše

Význam termínů konvexní, konkávní a konvexně-konkávní se v architektuře neliší od jejich obecného významu. Specifické je však jejich užití.
Křivkově vedené architektonické konstrukce jsou užívány především ve vrcholném a pozdním baroku. V ostatních slohových obdobích je (s výjimkou obecně rozšířené kružnice) například křivkové vedení stěn, říms, parapetů kostelních krucht, atp. spíše výjimečné. Širší je užití křivkově vedené linie v ornamentální výzdobě či nábytku, ale i v tomto případě se uplatňuje především v baroku.

## Konvexní křivka
Slovo konvexní (z lat. convexus – vypouklý, vypuklý) označuje plochy či křivky prohnuté směrem ven, resp. k pozorovateli. Je-li konvexní vydutí užito například na průčelí, působí na pozorovatele dojmem vznosnosti, pevnosti, nebo také dojmem napětí, nahromaděných sil, přetlaku.

## Konkávní křivka
Slovo konkávní (z lat. concavus – vydutý, a to z lat. cavus – dutý) označuje plochy či křivky prohnuté směrem dovnitř, resp. od pozorovatele. Je-li na průčelí užito konkávní probrání, působí na pozorovatele dojmem určité útulnosti, malebnosti. Do konkávního probrání může být vloženo okno či vstupní portál. Barokní teoretikové architektury v této souvislosti mluvili o dojmu „otevřené náruče“. Často mají budovy také konkávně skrojená nároží.

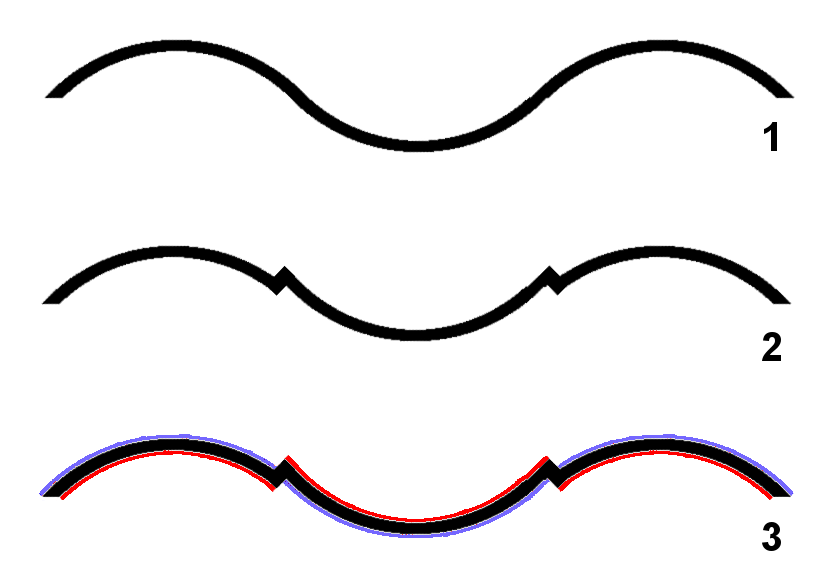
příklady užití konvexně-konkávní křivky: 1) plynule probíhající konvexně-konkávní křivka, 2) konvexně-konkávní křivka s odsazením, 3) tatáž křivka s vyznačením jejích jednotlivých částí: červeně části konkávní, modře konvexní

## Konvexně-konkávní křivka
Konvexně-konkávní křivka je křivka obsahující části konvexní i části konkávní. Ve vrcholném baroku byla velmi hojně užívána v architektuře, a to jak v podobě nepřerušené křivky, tak především v podobě křivky obohacené drobnými odsazeními (vizte obrázek), které křivku dynamizují a dramatizují.

## Metodická poznámka
Na rozdíl od běžného užití pojmu konvexní a konkávní je při popisu architektury vždy nutné vztahovat konvexnost a konkávnost k pozorovateli. Tatáž křivka obvodové stěny bude v interiéru chápána jako konvexní, zatímco na exteriéru stavby jako konkávní a naopak!